# Naarda
Naarda is een geslacht van vlinders uit de familie spinneruilen (Erebidae). De wetenschappelijke naam van het geslacht is voor het eerst geldig gepubliceerd in 1866 door Francis Walker
De typesoort van het geslacht is Naarda bisignata Walker, 1866

## Soorten
- N. abnormalis Hampson, 1912
- N. acolutha
- N. albopunctalis Rothschild, 1916
- N. albostigma
- N. ardeola Tóth & Ronkay, 2014
- N. ascensalis Swinhoe
- N. atrirena Hampson, 1912
- N. barlowi
- N. bisignata
- N. blepharita
- N. blepharota Strand, 1920
- N. calliceros Turner, 1932
- N. clitodes Fletcher D. S., 1961
- N. coelopis Turner, 1936
- N. egrettoides Tóth & Ronkay, 2014
- N. flavisignata Vári, 1962
- N. fuliginaria (Bethune-Baker, 1911)
- N. fuscicosta Hampson, 1891
- N. glauculalis Hampson, 1893
- N. icterica (Fletcher D. S., 1961)
- N. ineffectalis Walker, 1859
- N. ivelona Viette, 1965
- N. jucundalis Snellen
- N. kinabaluensis
- N. lancanga Deng & Han, 2011
- N. laufellalis
- N. leptotypa Turner, 1932
- N. leucopis Hampson, 1902
- N. marginata
- N. melanomma Hampson, 1902
- N. melanommoides Krüger, 2005
- N. melinau
- N. molybdota Hampson, 1912
- N. muluensis
- N. nigripalpis Hampson, 1916
- N. nodariodes Prout, 1928
- N. notata Hampson, 1891
- N. ochreistigma Hampson, 1893
- N. ochronota Wileman, 1915
- N. pectinata
- N. plenirena Joannis, 1929
- N. pocstamasi Tóth & Ronkay, 2014
- N. postpallida Joannis, 1929
- N. serra
- N. submuluensis
- N. symethusalis Walker, 1859
- N. tandoana (Bethune-Baker, 1911)
- N. umbria Hampson, 1902
- N. unipunctata Bethune-Baker, 1911
- N. xanthonephra Turner, 1908
- N. xanthonephroides Poole, 1989
- N. xanthopis Hampson, 1902